# چوکووو (استان کرجالی)
چوکووو (به بلغاری: Chukovo) یک منطقهٔ مسکونی در بلغارستان است که در شهرستان مومچیلگراد واقع شده‌است.